# ユネスコスクール
ユネスコスクール (UNESCO Associated Schools Project Network) は、ユネスコ憲章に示されたユネスコの理念や目的を、学校の組織運営、授業、経営方針などに広く定着させて「児童生徒の心の中に平和のとりでを築く」ことを目指す、ユネスコが認定する学校の国際ネットワークである。
文部科学省および日本ユネスコ国内委員会は、ユネスコスクールを持続可能な開発のための教育 (ESD) の推進拠点として位置付け、ネットワークを活用して新しい教育内容や手法の開発を目指す。

## 歴史
- 1953年 - ユネスコ憲章の理念を教育現場で実践するため、国際理解教育の実験的試みを比較研究して調整する共同体としてASPnet (Associated Schools Project Network) が発足し、15か国33校が参加した[3]。日本はASPnetの加盟が承認された学校を「ユネスコ協同学校」として、中学校4校と高等学校2校が参加した[4]。
- 2005年 - ACCUが、持続可能な開発のための教育 (ESD) 推進事業を開始する。
- 2008年 - 日本ユネスコ国内委員会の提言で、ESDの10年の中間年2008年から「ユネスコ協同学校」を「ユネスコスクール」と改称する。ASPUnivNet（ユネスコスクール支援大学間ネットワーク）が発足する。
  - ACCUが、ユネスコスクール支援事業を開始する。
- 2012年 - 高校模擬国連事業を開始する。

## 目的

### ユネスコスクール事務局による目的[5]
1. ユネスコ憲章と国連憲章に通ずる理念として、基本的人権、人間の尊厳、ジェンダー平等、社会的進歩、自由、公正、民主主義、多様性の尊重、国際的な連帯などを推進すること。
2. ユネスコの任務である教育・文化・科学・コミュニケーションの分野における平和のための国際協力に資する「アイディアの実験室」として、組織や人材の能力開発と政策やモデルの構築に貢献するために、国際間・地域間協力を進めること。
3. 斬新で創造的な教育手法を開拓し、グローバルな概念を学校レベルの実践に落とし込んで実験的機能を果たすことにより、教育制度や政策の変化を促すこと。
4. 国際ネットワークの一員として、同じような志をもつ世界中の学校と知見を共有し、パートナーシップを育むこと。
5. 国際社会の構成員であるという意識を持ち、持続可能な開発目標 (SDGs) の達成に貢献すること。特に、SDGsの目標4（教育）に関連して、以下のテーマに重点的に取り組むこと。
  1. Global citizenship and culture of peace and non-violence（地球市民教育、平和と非暴力の文化）
  2. Sustainable development and sustainable life style（持続可能な開発と持続可能なライフスタイル）
  3. Intercultural learning and the appreciation of cultural diversity and heritage（異文化学習、文化多様性及び、文化遺産の理解・村長）

### 文部科学省による活動目的[6]
- ユネスコスクール・プロジェクト・ネットワークの活用による世界中の学校との交流を通じ、情報や体験を分かち合うこと。
- 地球規模の諸問題に若者が対処できるような新しい教育内容や手法の開発、発展を目指すこと。

## 参加校要件

### ユネスコスクール事務局による加盟継続条件[5]
1. 年次活動計画書及び報告書の提出。
2. ユネスコ又はナショナルコーディネーター（日本ユネスコ国内委員会）が提案するユネスコ活動関連プロジェクト、コンテスト、キャンペーン等へ、年1回以上参加すること。
3. 年2回以上、学校全体で国際デー（国連課題に対する意識や行動の啓発のために国連で定められた記念日で、国際教育デーや国際女性デー、国際式次デー等）を祝うこと。
4. 加盟証書の掲示やロゴの活用などを通じて、ユネスコスクールであることを外部に明示すること。
5. 学校内外の関係者に、学校ウェブサイトや配布資料、会合等を積極的に活用してユネスコスクールであることを周知すること。
6. OTA（Online Tooles for ASPnet: ユネスコがユネスコスクールのために運営するウェブサイト）上の学校情報を年2回以上更新すること。

### 文部科学省による参加校要件[6]
- 法的拘束や義務はないが、積極的な活動が求められる
- 年に一度、日本ユネスコ国内委員会に報告書の提出が必要
- ユネスコが提案する教材が送られ、教育現場での実験・評価を依頼されることがある
- ユネスコから年に数回、世界のユネスコスクールの活動報告が記載されている情報誌が送付されるとともに、ユネスコが行う様々な活動に参加する機会がある

### ユネスコスクールガイドライン
日本ユネスコ国内委員会は、次のユネスコスクールガイドラインを示している。
- 国内外のユネスコスクール相互間のネットワークを介して、互いに交流相手の良さを認め合い、学び合うこと。
- 地域の社会教育機関、NPO等との連携などを通じて、開かれたネットワークを築くよう努めること。
- 校内外における各種研修の充実・活用を図るなど、ユネスコスクールの活動を通じて広く学校外にも働きかけ、我々人類社会が持続的に発展するよう心がけること。
- 学校経営方針等にユネスコスクールの活動に取り組むことを明確に示し、学校全体で組織的かつ継続的にユネスコスクールの活動に取り組みやすくすること。
- ユネスコスクールの活動を自らの学校評価の項目に盛り込み、活動の質の向上に努力すること。
- 必要に応じ、ASPUnivNet6加盟大学をはじめとする高等教育機関の支援や協力を得ながら、ユネスコスクールの活動の充実に努めること。

持続発展教育 (ESD) 推進拠点として下記を要求する。
- 持続発展教育を通じて育てたい資質や能力を明確にし、自分で、あるいは協働して、問題を見出し解決を図っていく学習の過程を重視した教育課程を編成するように努めること。
- 総合的な学習の時間を中心とした教科横断的な指導計画を立てるなど、指導内容を適切に定め、指導方法の工夫改善に努めること。
- 持続発展教育の推進拠点として、研究・実践に取り組み、その成果を積極的に発信することを通じて、持続発展教育の理念の普及に努めること。

## 加盟校

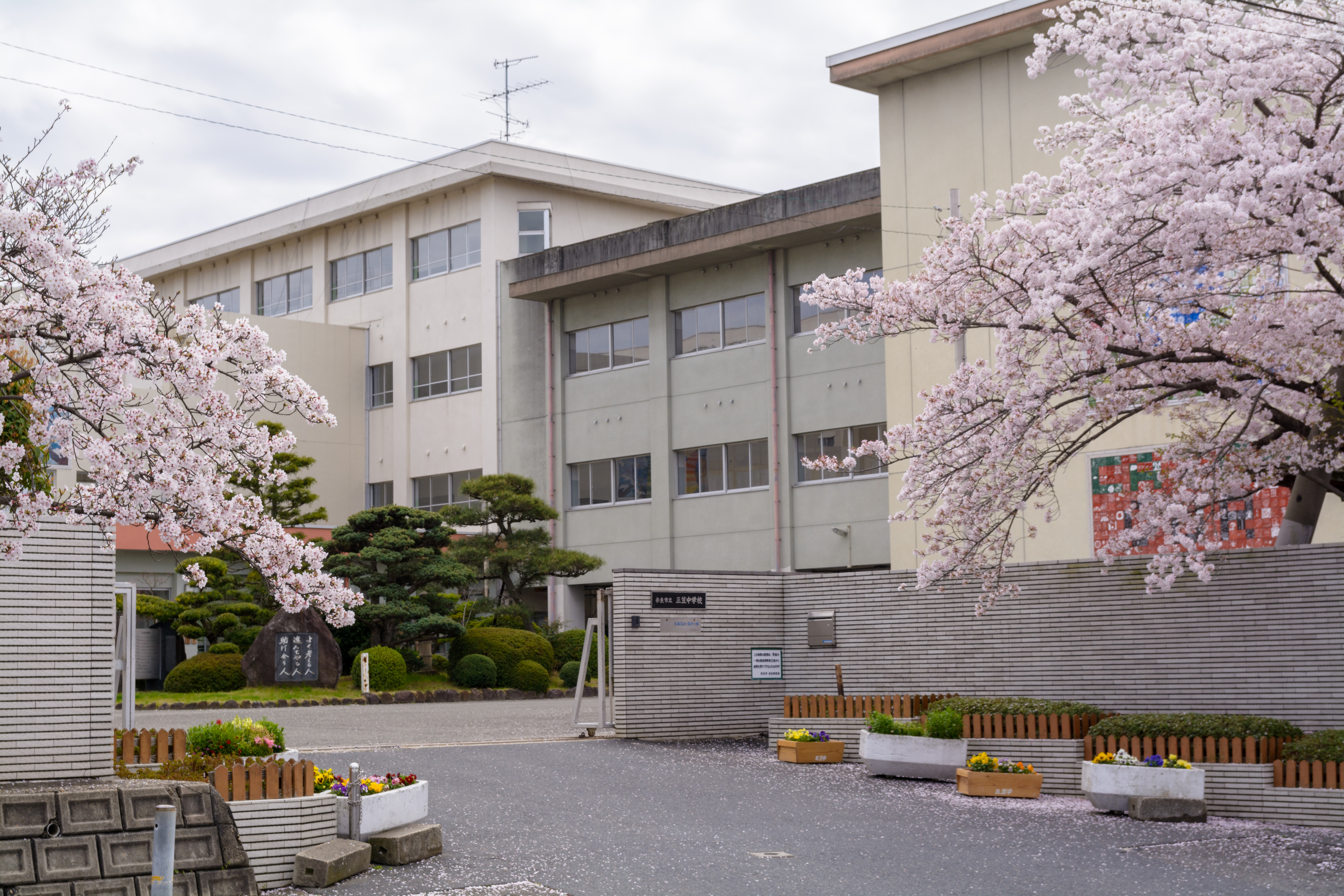
加盟校の1校である奈良市立三笠中学校

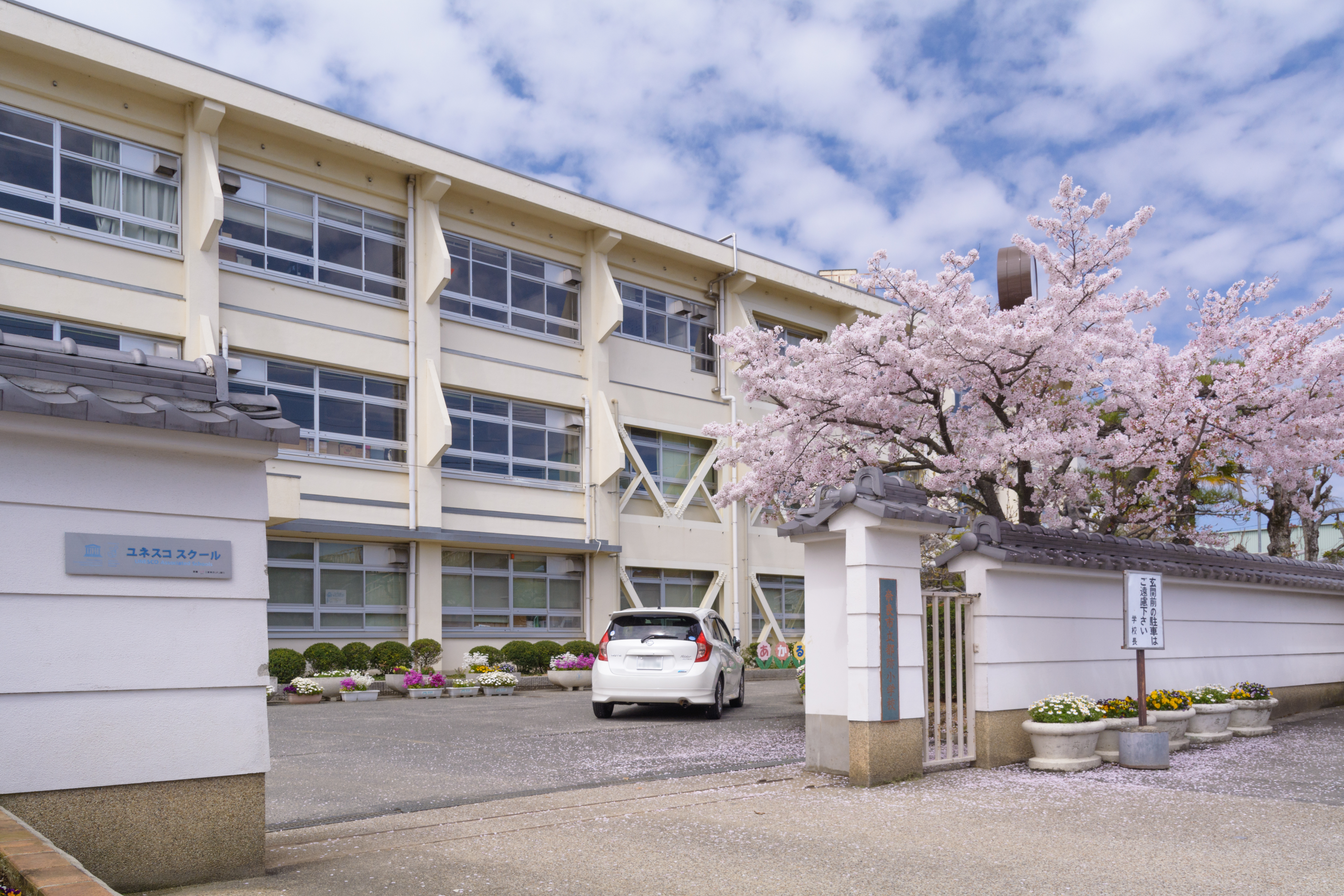
同じく奈良市立都跡小学校

2019年11月現在、182か国・地域の11,500以上の教育機関が加盟している。日本は2019年11月現在で1,120校の幼稚園、小学校、中学校、高等学校、大学、特別支援学校等が加盟している。奈良市、気仙沼市、金沢市、岡山市、大牟田市などは市を挙げて活動して市内の多くの学校がユネスコスクールに参加している。加盟校ははユネスコスクール 公式サイトで一覧。
|                      | 校数（校） |
| -------------------- | ---------- |
| - 2005年（平成17年） | 16         |
| 2006年（平成18年）   | 20         |
| 2007年（平成19年）   | 24         |
| 2008年（平成20年）   | 78         |
| 2009年（平成21年）   | 182        |
| 2010年（平成22年）   | 277        |
| 2011年（平成23年）   | 367        |
| 2012年（平成24年）   | 550        |
| 2013年（平成25年）   | 705        |
| 2014年（平成26年）   | 913        |
| 2015年（平成27年）   | 939        |
| 2016年（平成28年）   | 1008       |
| 2017年（平成29年）   | 1033       |
| 2018年（平成30年）   | 1116       |
| 2019年（令和元年）   | 1120       |

## 日本における加盟申請方法
日本の学校がユネスコスクールとしての承認を得るには、まずユネスコスクール公式ウェブサイトから加盟申請書の書式取得手続きを行う。次に、ユネスコスクール事務局に申請書案（日本語）をメールで提出し、確認を受ける。続いて、規定の申請書類に英語で記入し、市町村立学校及び都道府県立学校は教育委員会を通して、私立学校・各種学校は都道府県知事部局を通して、日本ユネスコ国内委員会に提出する。国立の学校・教員養成大学等の場合は日本ユネスコ国内委員会事務局へ直接提出する。その後、日本ユネスコ国内委員会事務総長から、パリのユネスコ本部に申請書が送られ、承認が得られた学校には認定証が送られる。

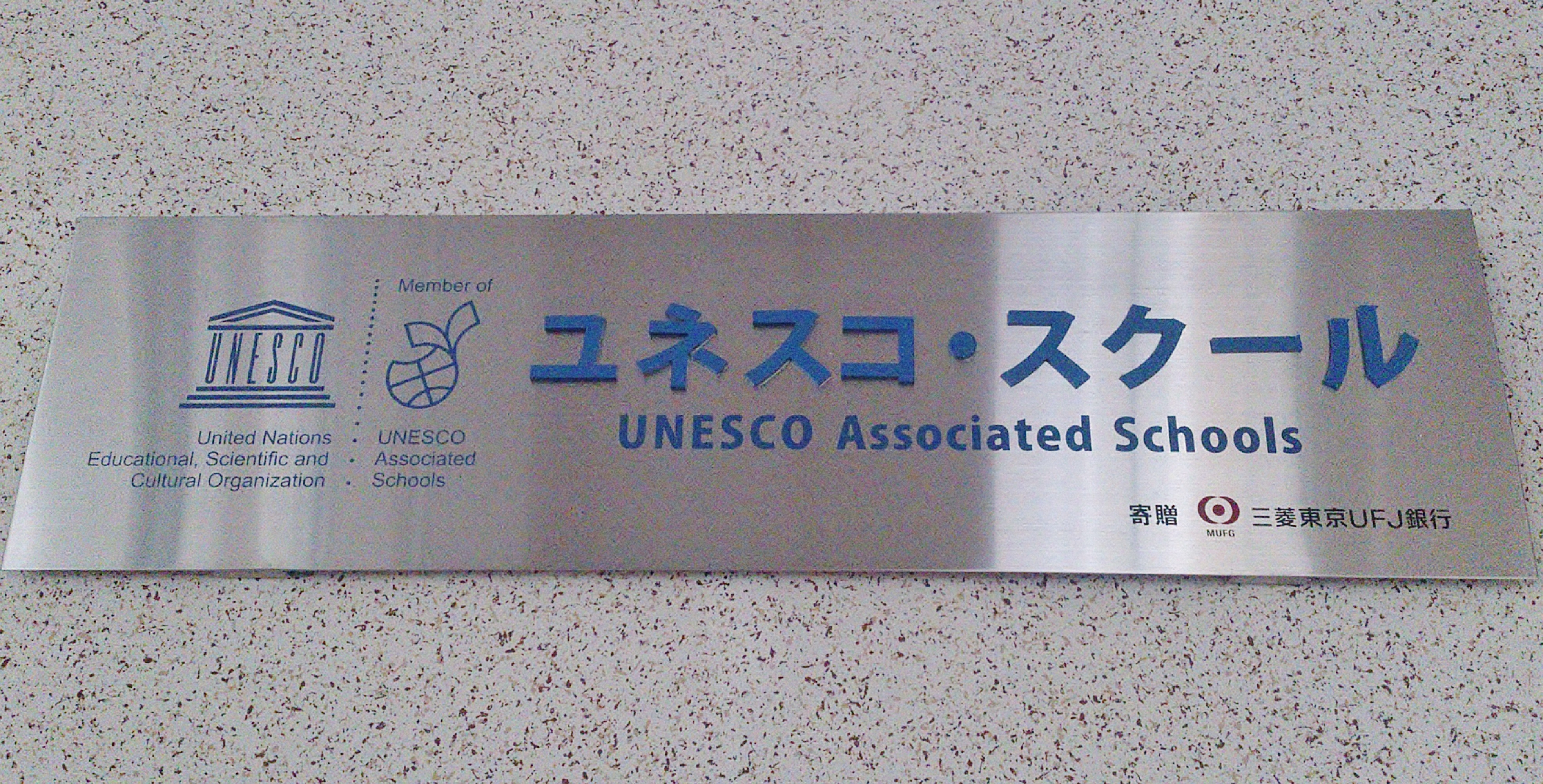
2009年に認定された長岡市立南中学校に設置されたプレート(寄贈・三菱東京UFJ銀行)

## 役割
日本の学習指導要領では2008年および2009年に公示されたものからESDに関する記述がなされており、教育行政においても積極的な推進が期待されている。

## 学習テーマ
以下の4つを基本分野としているが、ユネスコの理念に沿ったものであれば、世界遺産教育など他のテーマの設定も可能である。
- 地球規模の問題に対する国連システムの理解
- 人権、民主主義の理解と促進
- 異文化理解
- 環境教育

日本ユネスコ国内委員会からは、日本で、持続発展教育 (ESD) の推進拠点として発展することを期待されている。

## 関連団体の取組・支援
1. ACCU（Asia-Pacific Cultural Center for UNESCO：ユネスコ・アジア文化センター）- ユネスコの基本方針に沿って、アジア太平洋地域と日本国内で教育と文化の分野で活動している。ユネスコが実施するグローバル・アクション・プログラムのキーパトナー
  - ユネスコスクール事務局（ACCU教育協力部内）
    1. 加盟申請支援
    2. ユネスコスクール 公式ウェブサイト運営
    3. ユネスコスクール間 交流マッチング支援
    4. ユネスコスクール 年次活動調査の実施と分析
    5. ユネスコスクール向けサービス
      - 研修会の開催
      - プロジェクトの実施
      - 講師派遣
      - 個別相談サービス

    6. ユネスコスクール全国大会[5] - 国内のユネスコスクール関係者を対象に、文部科学省の主催で年1回開催されている。

  - ASPUnivNet（ユネスコスクール支援大学間ネットワーク）の事務局（ACCU教育協力部内）- 活動支援を行うボランティア組織で、ユネスコスクール加盟申請の指導助言や加盟後の活動支援を行う。23大学が加盟している（2018年2月）。
  - ESD推進のための活動
    - 国際協働学習プロジェクト
      - ESD Foodプロジェクト

    - 重点校形成事業「輝け！サステイナブルスクール」
    - 「ESD推進の手引」を活用した研修

  - 開発途上国におけるコミュニティ開発  識字教育支援
  - 教職員派遣・招聘プログラム
  - 高校模擬国連
  - 文化遺産保護や文化財の保存修復のための人材育成
  - ASPUnivNet（ユネスコスクール支援大学間ネットワーク）[5]日本ユネスコ協会連盟[10]
  - SDGsのためのESD
    - 世界寺子屋運動
    - 減災教育と自然災害発生後の教育支援
    - SDGs達成に向けた次世代育成
    - 未来遺産運動・世界遺産活動
    - 高校生カンボジアスタディツアー
    - サイエンス・スクール
    - 絵本「サクラソウのひみつ」
    - 教材「守ろう地球のたからもの～豊かな自然編～」
    - ユネスコ協会ESDパスポート
    - 高校生向けセミナー（国際交流）
    - アジア子ども日記フェスタ
    - みどりの絵コンクール
2. ユネスコスクールSDGsアシストプロジェクト 持続可能な開発のための教育 (ESD) の活動費用の助成を行う